# Katene

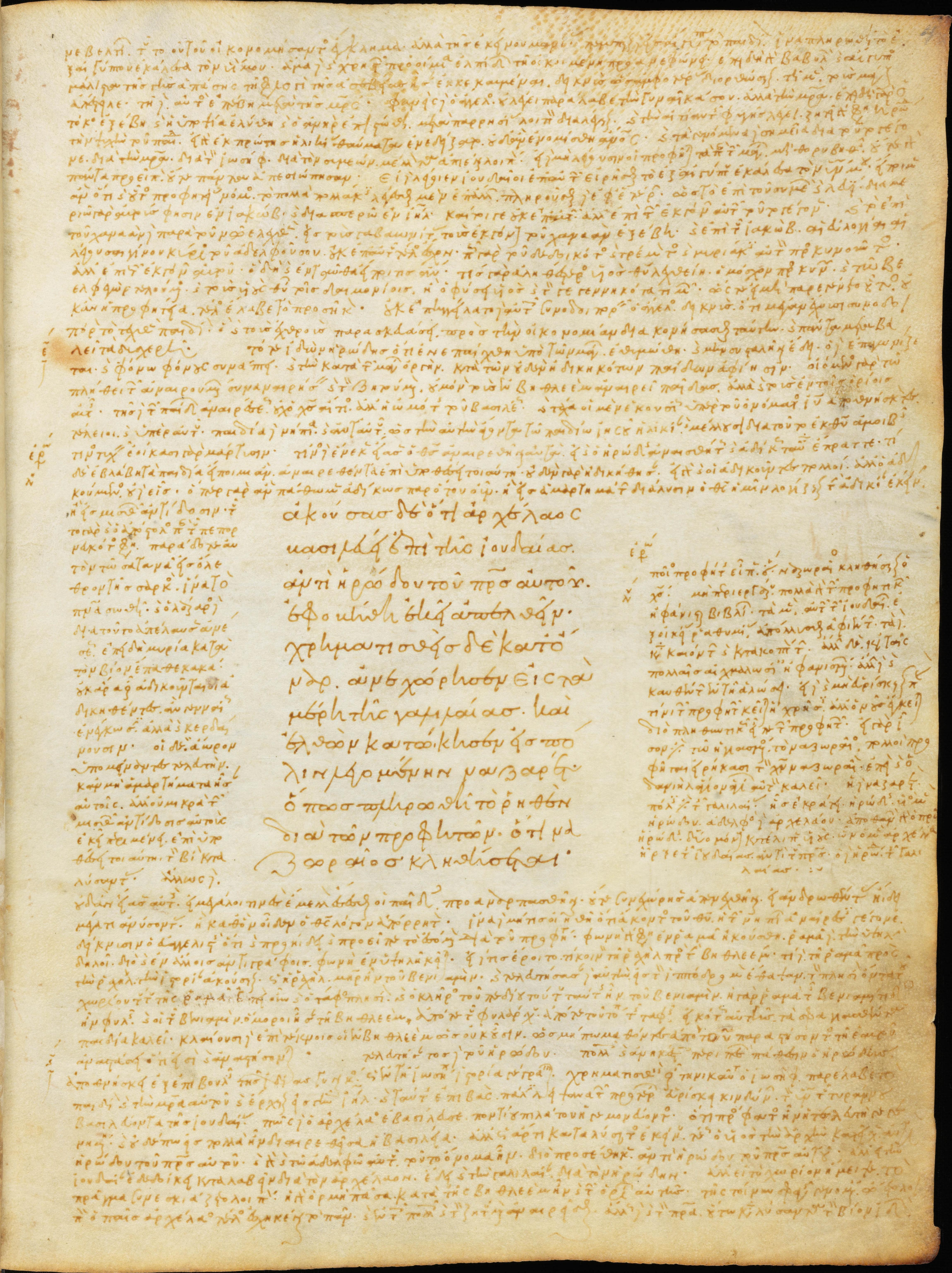
Katene in der Minuskelhandschrift Codex Bodmer 25 (Nr. 556 nach Gregory-Aland)

Als Katenen (von lateinisch catena „Kette, Fessel“; griechisch σειρά s[e]irá) werden in der Altphilologie, Byzantinistik und Theologie die seit dem 6. Jahrhundert entstehenden Bibelkommentare in Gestalt philologischer Scholien bezeichnet.
Inhaltlich hat man sich eine Katene so vorzustellen, dass marginal (d. h. am Rande des Bibeltextes) oder interlinear (d. h. zwischen den Zeilen) die einschlägigen Kommentierungen älterer Exegeten zitiert werden. Die Zitate wurden teils dem originalen patristischen Schrifttum, teils aber auch jüngeren Sammelwerken (Florilegien) entnommen. Die Zitate älterer Verfasser in den Katenen sind oft sehr umfangreich und erlauben bisweilen eine weitgehende Rekonstruktion älterer Werke, die als solche verloren sind. So ist uns vieles, was etwa Origenes oder Johannes Chrysostomus geschrieben haben, nur aus späteren Katenen bekannt.
Bekannt ist die Catena aurea von Thomas von Aquin.
Thomas C. Oden hat mit einem Team die Ancient Christian Commentary on Scripture (Altchristliche Kommentare zur Schrift) erarbeitet, ein zwanzigbändiges Werk (2006), das im Stil der mittelalterlichen Katenen die Kommentare der Kirchenväter zu den biblischen Büchern darstellt.